# Bellevigne
Bellevigne ist eine französische Gemeinde mit 1.274 Einwohnern (Stand 1. Januar 2022) im Département Charente in der Region Nouvelle-Aquitaine. Sie gehört zum Kanton Charente-Champagne und zum Arrondissement Cognac. 
Sie entstand als Commune nouvelle mit Wirkung vom 1. Januar 2017 durch die Zusammenlegung der früheren Gemeinden Éraville, Malaville, Nonaville, Touzac und Viville, die in der neuen Gemeinde den Status einer Commune déléguée innehaben. Der Verwaltungssitz befindet sich im Ort Malaville.

## Gliederung
| Ortsteil                    | ehemaliger INSEE-Code | Fläche (km²) | Einwohnerzahl zum 1. Januar 2022 |
| --------------------------- | --------------------- | ------------ | -------------------------------- |
| Malaville (Verwaltungssitz) | 16204                 | 12,82        | 399                              |
| Éraville                    | 16129                 | 05,47        | 197                              |
| Nonaville                   | 16247                 | 06,90        | 196                              |
| Touzac                      | 16386                 | 15,65        | 381                              |
| Viville                     | 16417                 | 02,93        | 101                              |

## Lage
Nachbargemeinden sind Bouteville und Bonneuil im Norden, Châteauneuf-sur-Charente im Nordosten, Birac und Val des Vignes im Osten, Ladiville und Vignolles im Südosten, Saint-Médard im Süden, Barbezieux-Saint-Hilaire im Südwesten und Criteuil-la-Magdeleine und Lignières-Ambleville im Westen.